# Luigi Squarzina
Luigi Squarzina (né à Livourne le 18 février 1922 et mort à Rome le 8 octobre 2010) est un acteur, dramaturge et metteur en scène italien.

## Biographie
Né à Livourne, Luigi Squarzina étudie à Rome, au Liceo Classico Tasso, où il a Vittorio Gassman comme camarade de classe. Il obtient un diplôme cum laude en droit, puis un diplôme de directeur à l'Académie nationale d'art dramatique Silvio d'Amico. En 1944, il fait ses débuts de metteur en scène avec une adaptation de Steinbeck Des souris et des hommes. En 1949, Squarzina fait ses débuts en tant que dramaturge avec L'Exposition universelle, qui n'a jamais été représentée en Italie en raison de la censure. Après avoir dirigé le Théâtre de l'Athénée, à Rome, en 1952, il co-fonde avec Vittorio Gassman, le Teatro d'arte italiano. Il dirige le Teatro Stabile de Gênes entre 1972 et 1976, et le Teatro Stabile de Rome, de 1976 à 1983.
Squarzina est également actif en tant que chercheur et en tant que directeur de la section théâtre de l'Encyclopédie des arts de la scène Silvio D'Amico. Il est  également acteur occasionnel et, pour son premier rôle dans le film L'Affaire Mattei de Francesco Rosi, il remporte le Ruban d'argent du meilleur acteur.